# Little Amadeus
Little Amadeus je nemška televizijska serija v produkciji studiev ARD in KiKa, ki je bila prvič predvajana leta 2006. V Sloveniji je bila predvajana na RTV SLO v slovenski sinhronizaciji. V Nemčiji je bila serija predvajana na programih KiKa in ARD, v ZDA na kanalu PBS, v Avstriji na ORF eins, v Srbiji na Kanalu D.

## Nastopajoči
- Little Amadeus (Wolfgang Amadeus Mozart)
- Nannerl Mozart
- Pumperl
- Leopold Mozart
- Anna Maria Mozart
- Kajetan Hagenauer
- Lorenzo Devilius
- Mario Carrieri
- Monti